# Podvinje (Brežice, Slovenija)
Podvinje je naselje u Općini Brežice u istočnoj Sloveniji. Podvinje se nalazi u pokrajini Dolenjskoj i statističkoj regiji Donjoposavskoj. 

## Stanovništvo
Prema popisu stanovništva iz 2002. godine Podvinje je imalo 100 stanovnika.

### Etnički sastav
1991. godina:
- Slovenci: 115 (95%)
- Hrvati: 5 (4,1%)
- Nepoznato: 1